# Astronomiae Pars Optica
Astronomiae Pars Optica (česky Optická část astronomie; Celým názvem Ad Vitellionem paralipomena, quibus astronomiae pars optica traditur, česky Poznámky k Vitelliovi, v nichž je vysvětlena optická část astronomie nebo česky Dodatky k Vitelliovi, v nichž je vysvětlena optická část astronomie) je opticko-geometrický spis německého astronoma a teologa Johanna Keplera poprvé vydaný ve Frankfurtu nad Mohanem roku 1604.
Kepler tímto dílem položil základy moderní optiky i projektivní geometrie. Učinil jím totiž mnoho významných objevů. Jako první například vysvětlil optickou funkci lidského oka, zformuloval zákon převrácených čtverců nebo představil myšlenku o neustálých proměnách matematických entit. Dále se v knize věnoval zatmění Slunce, dírkovým komorám, lomu světla, kuželosečkám a dalším problematikám.

## Vznik a obsah

### Zatmění Slunce a lidské oko

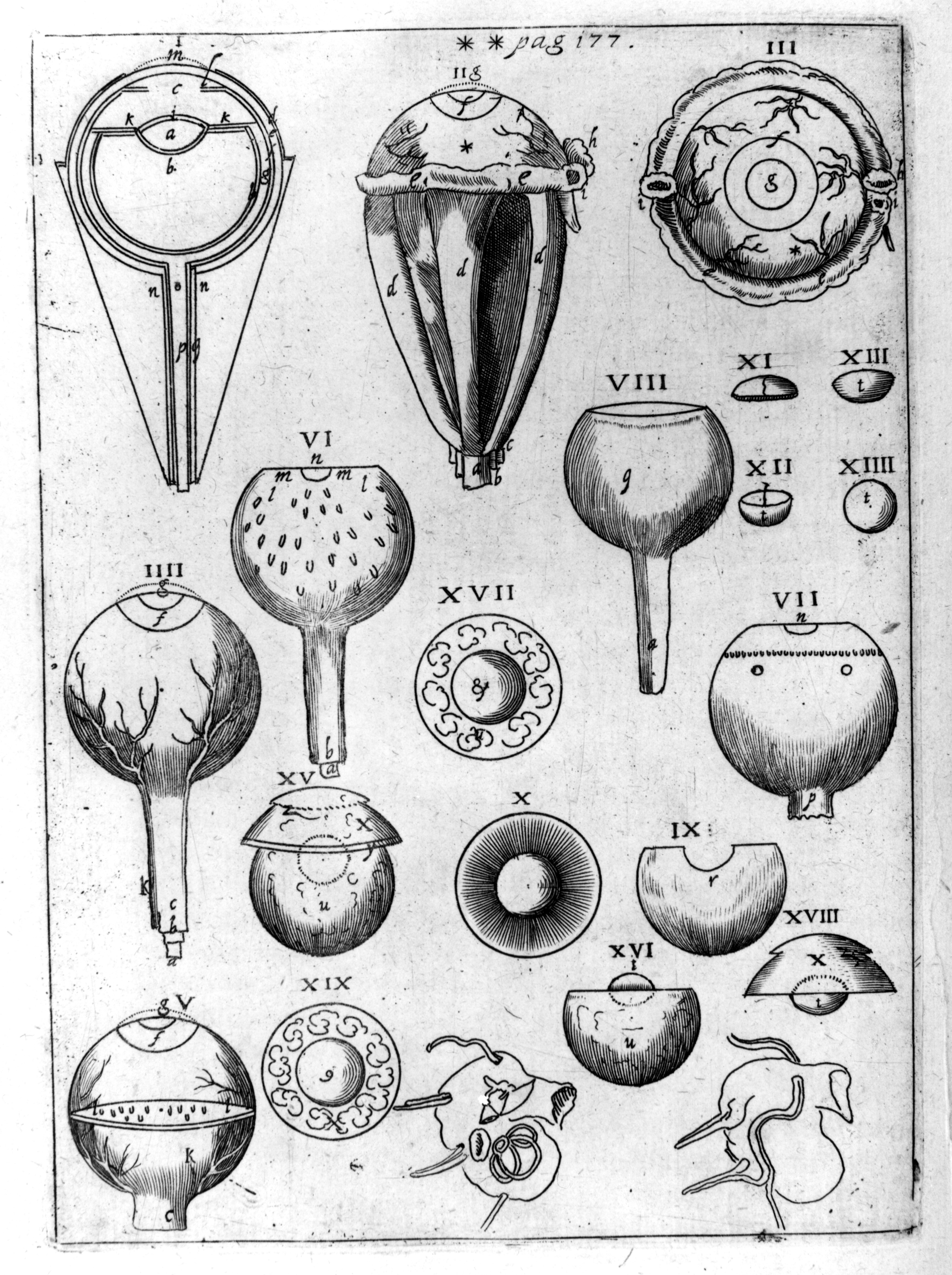
Keplerovy nákresy lidského oka

Optikou se Johannes Kepler zabýval už od roku 1600. Šlo mu tehdy především o problematiku zatmění Slunce, které se nedlouho před ním věnoval také dánský astronom Tycho Brahe. Ten při pozorování částečného zatmění nechal sluneční záření procházet malou dírkou na bílé plátno, kam se promítl obraz zatměného Slunce. Ten Brahe poté změřil a dospěl tím k závěru, že Měsíc Slunce nikdy nemůže zakrýt úplně, což však odporovalo řadě záznamům o úplných zatměních. Kepler se rozhodl výsledky Tychonova výzkumu ověřit svým vlastním pozorováním, které učinil 10. července 1600 ve Štýrském Hradci. Zjistil, že exaktnost zobrazení zatmění závisí na velikosti dírky, kterou záření Slunce prochází. Přišel na to, že žádná dírka nemůže být tak malá, aby zatmění zobrazovala přesně. Dosáhl tím poznatku, že skutečnost se mění na základě způsobu a okolností, za jakých je vnímána. Začal tehdy psát právě spis Astronomiae Pars Optica, který chtěl nejdříve nazvat po antickém astronomovi Hipparchovi, jenž se zabýval podobným tématem. Původně se jednalo o stať o paprscích a dírkových komorách. Do konce léta 1600 se mu totiž podařilo definovat sluneční paprsky (viz následující kapitola). Na sklonku září téhož roku se pak s rodinou ze Štýrska přestěhoval do Prahy na císařský dvůr Rudolfa II., kde byl po smrti Tychona Brahe v říjnu 1601 jmenován samotným císařským matematikem.
Brzy pochopil, že se nemůže zabývat optikou, aniž by přitom neznal fungování lidského oka, o němž proto začal bádat. V této otázce byl úspěšný. Zjistil, že světelné paprsky přes oční čočku vzhůru nohama „kreslí“ obraz na sítnici. Podle jeho teorie pak mysl tento obraz převrací zpátky. Poprvé v historii se mu tak povedlo vysvětlit optickou funkci oka. Antické i středověké teorie za prostředek k vidění totiž považovali smyšlený paprsek světla vycházející z očí.
Podle Keplerova výkladu pozorovatel stojí na vrcholu vizuální pyramidy, neboť se obraz vytvoří až v jeho oku. Na rozdíl od nauky Leona Battisty Albertiho je Keplerův model vidění ryze kauzální, neboť zachycuje to, co již existuje. Kepler tudíž de facto definoval princip reprezentace. Odhalil také fakt, že oční čočka má schopnost zaostřovat, díky čemuž porozuměl tomu, jak různě tvarovaná skla mohou neutralizovat krátkozrakost a dalekozrakost, což pro něj bylo velmi důležité, jelikož i on sám nosil brýle. Přesto v Astronomiae pars optica zůstala otázka čoček dotčena jen okrajově. Větší část knihy Kepler zasvětil spíše studiu odrazu světla. Kepler do svého modelu zraku zabudoval dokonce i oční nerv.
Při výzkumech lidského oka Kepler vycházel z knihy Pražská anatomie svého přítele Jana Jesenského, známého především jako prvního lékaře, který uspořádal veřejnou pitvu. Dále využíval rovněž studie Felixe Platera. Svůj spis Kepler nakonec pojmenoval Ad Vitellionem paralipomena, quibus astronomiae pars optica traditur, česky Poznámky nebo dodatky k Vitelliovi, v nichž je vysvětlena optická část astronomie. Jednalo se ovšem o určitou kamufláž, neboť nešlo o pouhé poznámky k dílu polského optika Vitella. Kepler patrně jenom z reklamních důvodů chtěl mít jméno uznávané autority v titulu své knihy. Optiku nicméně psal souběžně se svým nejvýznamnějším dílem Astronomia nova (Nová astronomie).

### Vlastnosti světla, kuželosečky a vydání knihy

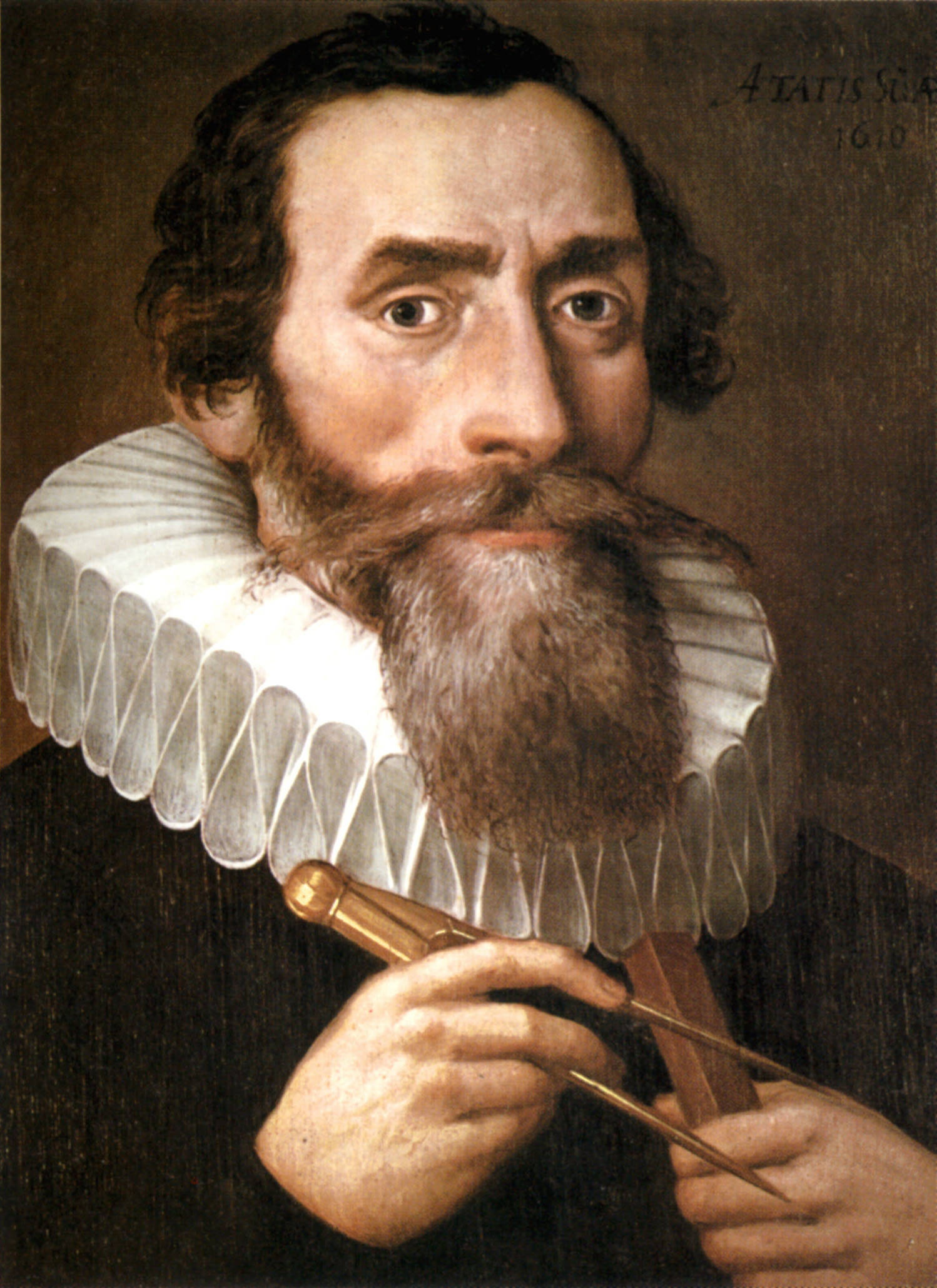
Portrét Johanna Keplera od neznámého autora z roku 1610

V Astronomiae pars optica se Kepler pomocí různých metafyzických spekulací snažil vypozorovat vlastnosti světla. Pokusil se objasnit lom světla, avšak nebyl úspěšný. Nejdříve zkusil míru lomu světla odvodit z nadmořských výšek hvězd na obloze. Myslel si totiž, že míra lomu klesá s rostoucí výškou jednotlivých objektů na nebi. Tento postup ho ale příliš neuspokojil. Nakonec proto dospěl k názoru, že míra lomu závisí na vzdálenosti a intenzitě světelného zdroje. Sestavil následně tři tabulky zaznamenávající lom světla Slunce, Měsíce a hvězd, které ve skutečnosti však byly chybné, protože vycházely ze špatných údajů. Lomem světla se Kepler zabýval proto, aby vysvětlil astronomickou refrakci a přispěl tím ke zpřesnění měření polohy hvězd.
Zároveň zformuloval takzvaný zákon převrácených čtverců, podle nějž je osvětlení nepřímo úměrné druhé odmocnině vzdálenosti od svého zdroje. Domníval se, že světlo se šíří trojrozměrně, a to všemi směry, čímž vytváří kouli. Člověk nacházející se kdekoli v dosahu světla si může představovat, že stojí na vnější hranici této koule.
Světlo podle Keplera roznáší paprsky (přímé čáry), které ovšem nejsou samotným světlem, nýbrž jen jeho pohybem. K pohybu světla nedochází v čase, ale v jednom okamžiku, jelikož má nekonečnou rychlost. Ač se paprsky podle Keplera šíří trojrozměrně, jsou jen dvojrozměrné, což způsobuje jejich nehmotnost. Světlo císařský matematik pokládal za formu (species) slunečního ohně. Od této species poté rozlišoval další sluneční sílu (species) pohybující planetami. S. M. Stracker a J. A. Crombie Keplerovu koncepci světla označili za čistě mechanickou. Světlo podle nich v Keplerově modelu vesmíru hrálo jenom pasivní roli, čímž se Kepler postavil proti aristotelské tradici. David C. Lindberg se naopak domnívá, že pro světlo Kepler ve svém systému vesmíru vyhradil aktivní funkci. K témuž názoru se přiklonil i Max Caspar, podle něhož Kepler soudil, že prostřednictvím světla Bůh formuje a oživuje všechny věci. Pro obě stanoviska existují rozličné argumenty. V Astronomiae pars optica se Kepler věnoval též zakřiveným zrcadlům, paralaxám, pohybům hvězd a dalším záležitostem.
V neposlední řadě Kepler dílem Astronomiae pars optica položil základy projektivní geometrie. Představil v něm totiž myšlenku o neustálých proměnách matematických, respektive geometrických, entit. Nejdříve prostřednictvím studia optických vlastností elipsy definoval ohniska kuželoseček. Zjistil, že kuželosečky, tedy parabola, elipsa, hyperbola, kružnice a degenerované kuželosečky, jsou od sebe navzájem nepřetržitě odvoditelné. Když se ohnisko elipsy posune do nekonečna, elipsa se stává parabolou a když se spojí dvě ohniska elipsy, vznikne kruh. V případě, že se spojí ohniska hyperboly, hyperbola se mění do dvou přímek. Kepler rovněž zastával názor, že se každá přímka v nekonečnu spojí se svým druhým koncem, takže v podstatě má vlastnosti kruhu.
Kepler císaři Rudolfovi II. nejprve slíbil, že knihu dokončí během osmi týdnů do Vánoc 1602. Své schopnosti ale přecenil a Rudolfovi rozsáhlý spis o 450 stranách předložil až v lednu 1604. Vytištěn byl na podzim téhož roku ve Frankfurtu nad Mohanem. Text se v něm dělí na 22 kapitol a doprovází ho řada geometrických nákresů. Kepler ho věnoval svému již zmíněnému předchůdci Tychonovi Brahe.

## Význam
Dílem Astronomiae pars optica Kepler založil moderní optiku i projektivní geometrii. Učinil jím totiž mnoho významných objevů. Ty pak významně rozvinul ve své další knize Dioptrice (Dioptrika), vydané roku 1611. Bezprostředně na Keplerovu Optiku navázal Holanďan Willebrord Snellius, jenž v roce 1620 znovuobjevil zákon lomu světla. Dále na Keplera v optice navazoval například René Descartes či Isaac Newton. Keplerovy teologické úvahy o paprscích zase upoutaly německého spisovatele a filozofa Johanna Wolfganga Goetheho.